# 国際展示場駅
国際展示場駅（こくさいてんじじょうえき）は、東京都江東区有明二丁目にある、東京臨海高速鉄道（TWR）りんかい線の駅である。りんかい線公式ウェブサイトに掲載されている路線図では「（東京ビッグサイト）」と括弧書きが付されている。駅番号はR 03。
ゆりかもめ東京臨海新交通臨海線（ゆりかもめ）有明駅との乗換駅である。

## 概要
東京臨海副都心の東部、有明南地区に位置する。東京国際展示場（東京ビッグサイト）最寄駅の1つであり、同施設を会場として行われるコミックマーケットなどの開催期間中は、東京ビッグサイト駅や有明駅とともに混雑する。

## 歴史

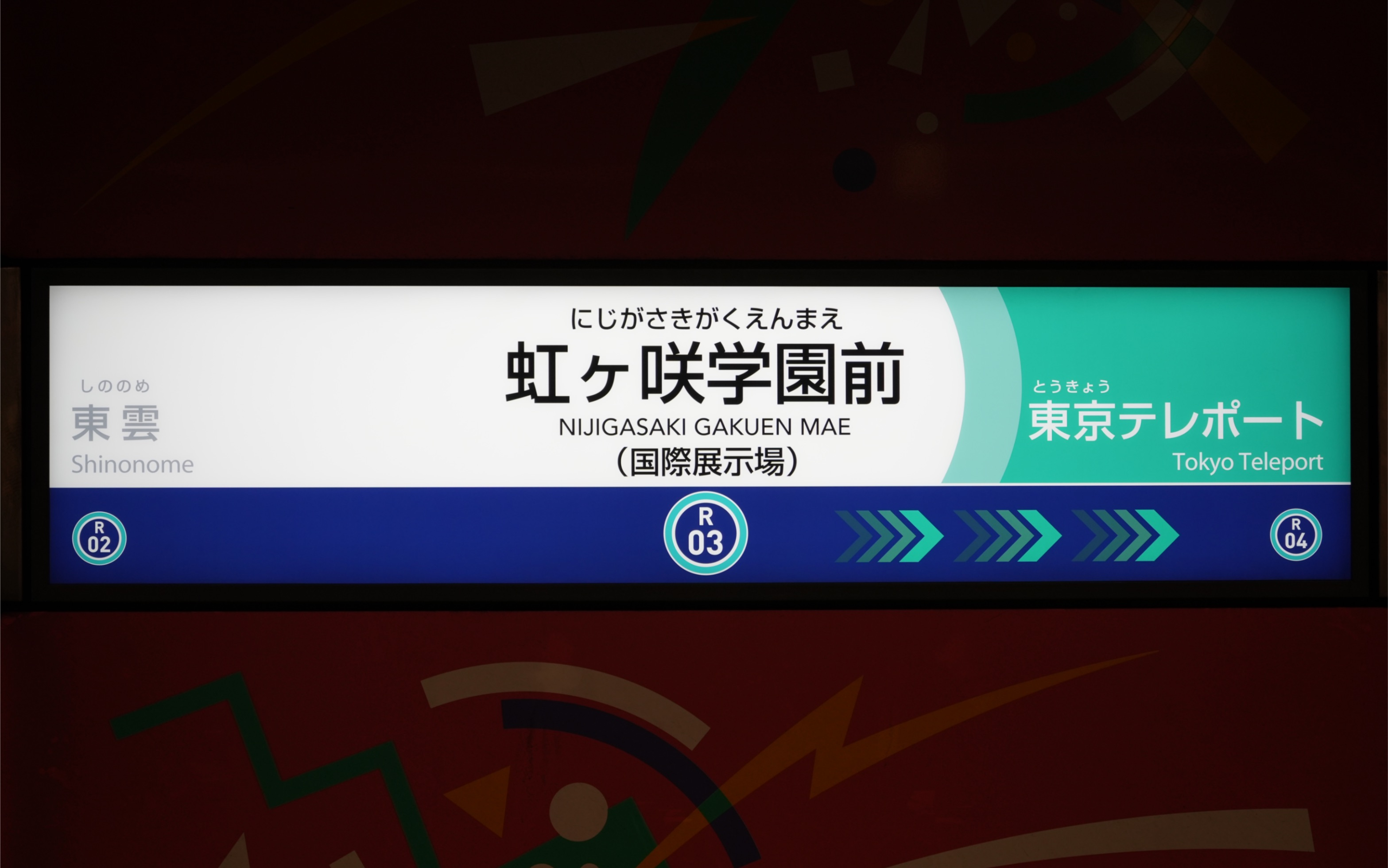
期間限定で「虹ヶ咲学園前」に変更された駅名標（2022年）

- 1996年（平成8年）3月30日：新木場駅 - 東京テレポート駅間の開業と同時に臨海副都心線の駅として開業[1][2]。
- 1997年（平成9年）：「関東の駅百選」に認定される。選定理由は「屋根が半透明なテフロン膜で、幌馬車をイメージさせる駅」[4]。
- 2000年（平成12年）9月1日：案内上の路線名が「りんかい線」となる[5]。
- 2002年（平成14年）12月1日：ICカード「Suica」の利用が可能となる[6]。
- 2012年（平成24年）8月9日：同日から9月30日までの期間限定でゼンリン「いつもNAVI」のCMソングを発車メロディとして使用。また、これを利用して発車メロディの曲を当てるキャンペーンを実施していた[7]。
- 2015年（平成27年）3月13日 - 6月22日：期間限定で「日清Spa王」のCMソングを発車メロディとして使用。
- 2018年（平成30年）9月30日：ホームドアの使用を開始[8]。
- 2019年（平成31年）3月18日：漫画家手塚治虫の作品に登場する36キャラクターを描いた大型レリーフをコンコースに設置[9]。
- 2021年（令和3年）9月22日：同年9月26日に開館する有明四季劇場に先駆け、発車メロディを同劇場で上演される『ライオン・キング』の「ハクナ・マタタ」（1番線）・「サークル・オブ・ライフ」（2番線）に変更[10]。
- 2022年（令和4年）12月24日 - 2023年（令和5年）3月31日：全線開通20周年と『ラブライブ!虹ヶ咲学園スクールアイドル同好会』とのコラボ企画として下り1番線の駅名標1箇所を「虹ヶ咲学園前（国際展示場）」に変更[11][12]。

## 駅構造
島式ホーム1面2線を有する地下駅である。当駅部分はりんかい線工事に際し、国鉄時代に取得済みだった用地を転用し新規に掘削された部分である。
駅舎及び改札口は地上にある。駅舎の外観は幌馬車をかたどったもので、屋根は半透明のテフロン膜を使用している。東京国際展示場での催事開催に伴う乗客集中による混雑緩和のため、地上部コンコースが広く、天井が高い開放感ある構造となっている。

### のりば
| 番線 | 路線       | 方向 | 行先 | 行先                                  |
| ---- | ---------- | ---- | ---- | ------------------------------------- |
| 1    | りんかい線 | 下り |      | 大崎・ 埼京線（渋谷・新宿・池袋）方面 |
| 2    | りんかい線 | 上り |      | 新木場方面                            |

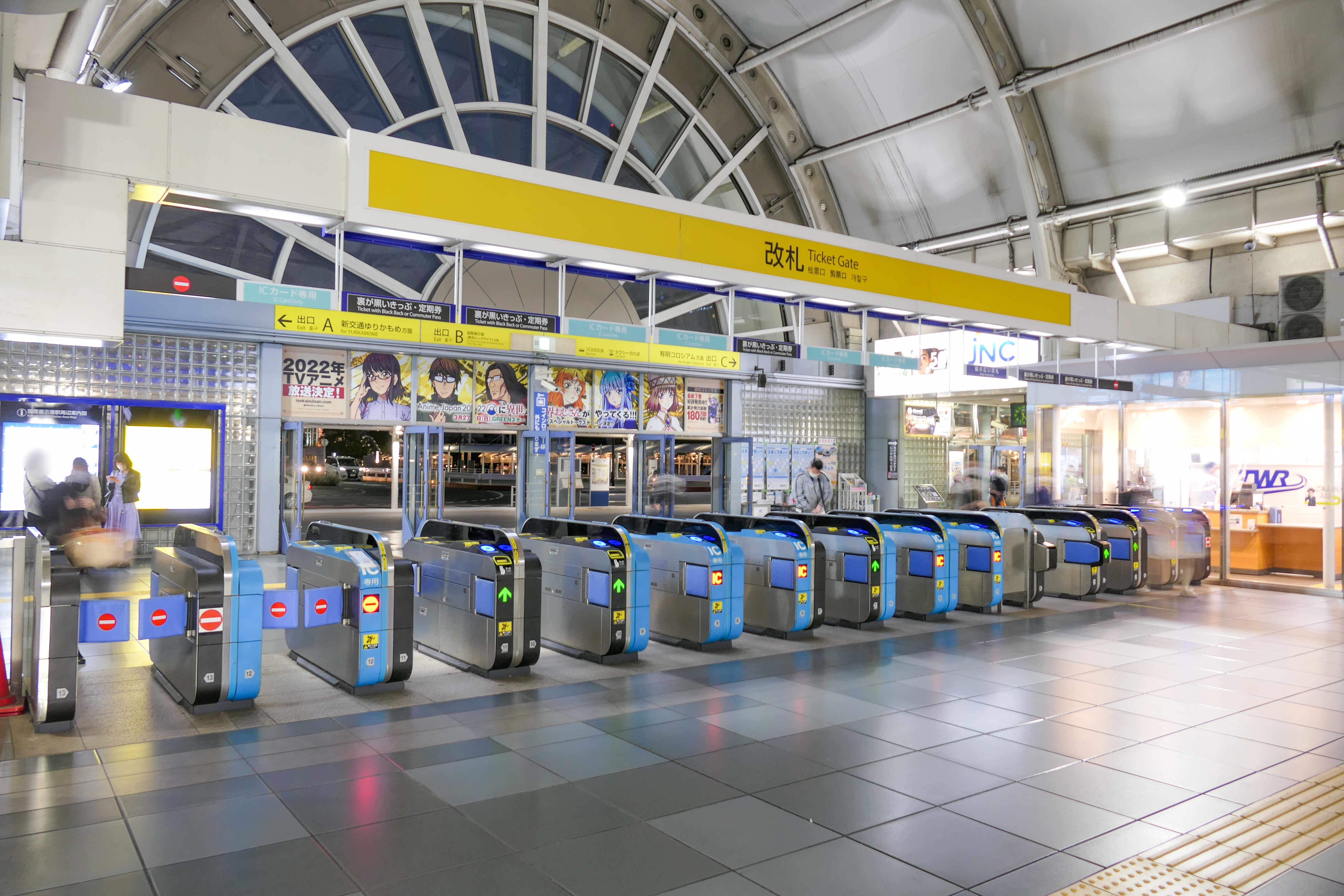
改札口（2022年3月）
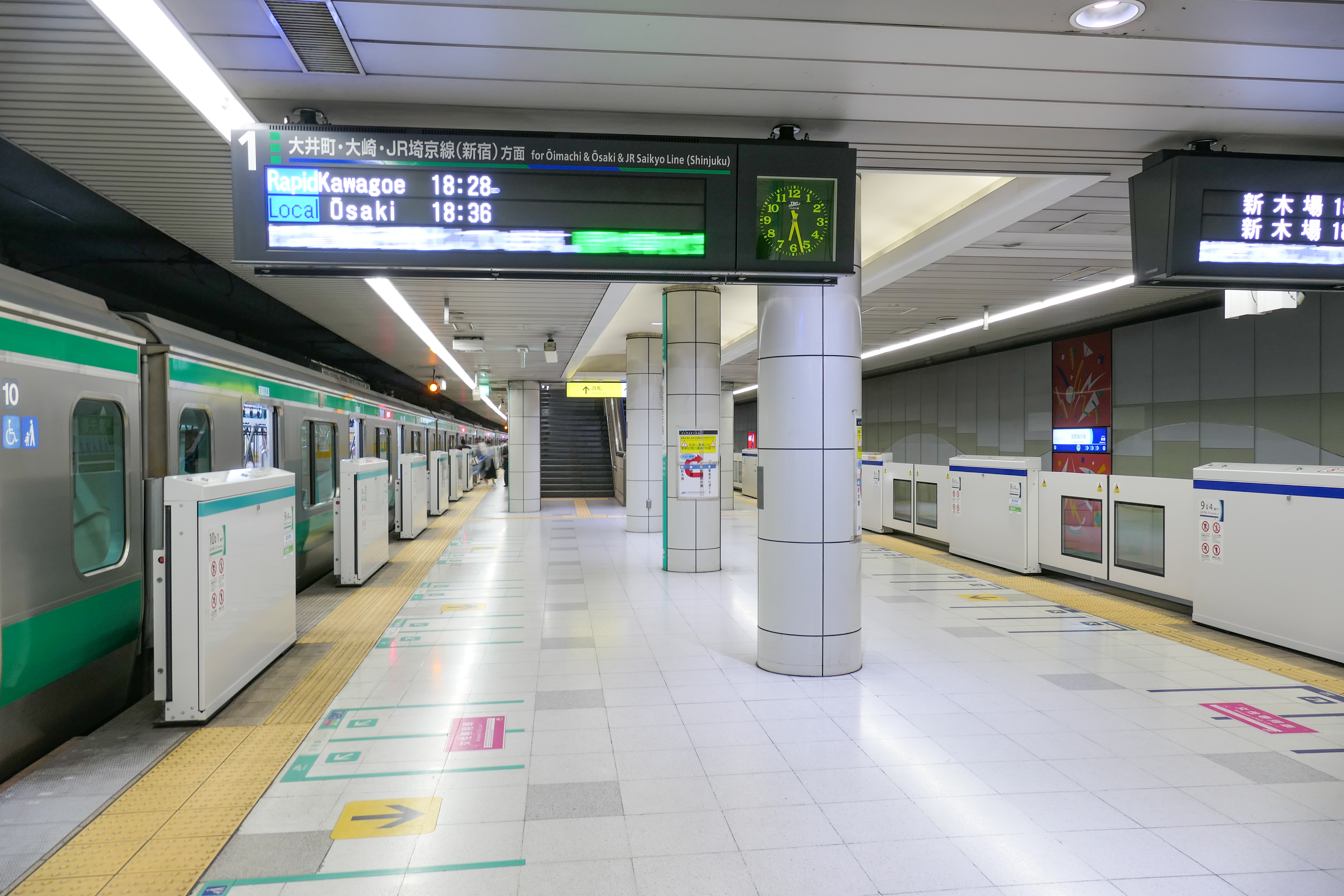
ホーム（2022年3月）

## 利用状況
2023年度の1日平均乗車人員は33,775人である（りんかい線内8駅中第3位）。
開業後の1日平均乗車人員は下表の通りである。
| 年度               | 1日平均 乗車人員 | 出典     |
| ------------------ | ---------------- | -------- |
| 1996年（平成08年） | 4,751            | [ * 1 ]  |
| 1997年（平成09年） | 5,126            | [ * 2 ]  |
| 1998年（平成10年） | 5,205            | [ * 3 ]  |
| 1999年（平成11年） | 5,959            | [ * 4 ]  |
| 2000年（平成12年） | 6,926            | [ * 5 ]  |
| 2001年（平成13年） | 7,362            | [ * 6 ]  |
| 2002年（平成14年） | 9,112            | [ * 7 ]  |
| 2003年（平成15年） | 13,913           | [ * 8 ]  |
| 2004年（平成16年） | 15,770           | [ * 9 ]  |
| 2005年（平成17年） | 18,959           | [ * 10 ] |
| 2006年（平成18年） | 19,225           | [ * 11 ] |
| 2007年（平成19年） | 22,426           | [ * 12 ] |
| 2008年（平成20年） | 23,997           | [ * 13 ] |
| 2009年（平成21年） | 23,666           | [ * 14 ] |
| 2010年（平成22年） | 23,267           | [ * 15 ] |
| 2011年（平成23年） | 23,860           | [ * 16 ] |
| 2012年（平成24年） | 29,100           | [ * 17 ] |
| 2013年（平成25年） | 32,103           | [ * 18 ] |
| 2014年（平成26年） | 33,308           | [ * 19 ] |
| 2015年（平成27年） | 35,679           | [ * 20 ] |
| 2016年（平成28年） | 34,238           | [ * 21 ] |
| 2017年（平成29年） | 34,494           | [ * 22 ] |
| 2018年（平成30年） | 33,593           | [ * 23 ] |
| 2019年（令和元年） | 29,379           | [ * 24 ] |
| 2020年（令和02年） | 16,629           |          |
| 2021年（令和03年） | 19,973           |          |
| 2022年（令和04年） | 27,245           |          |
| 2023年（令和05年） | 33,775           |          |

## 駅周辺

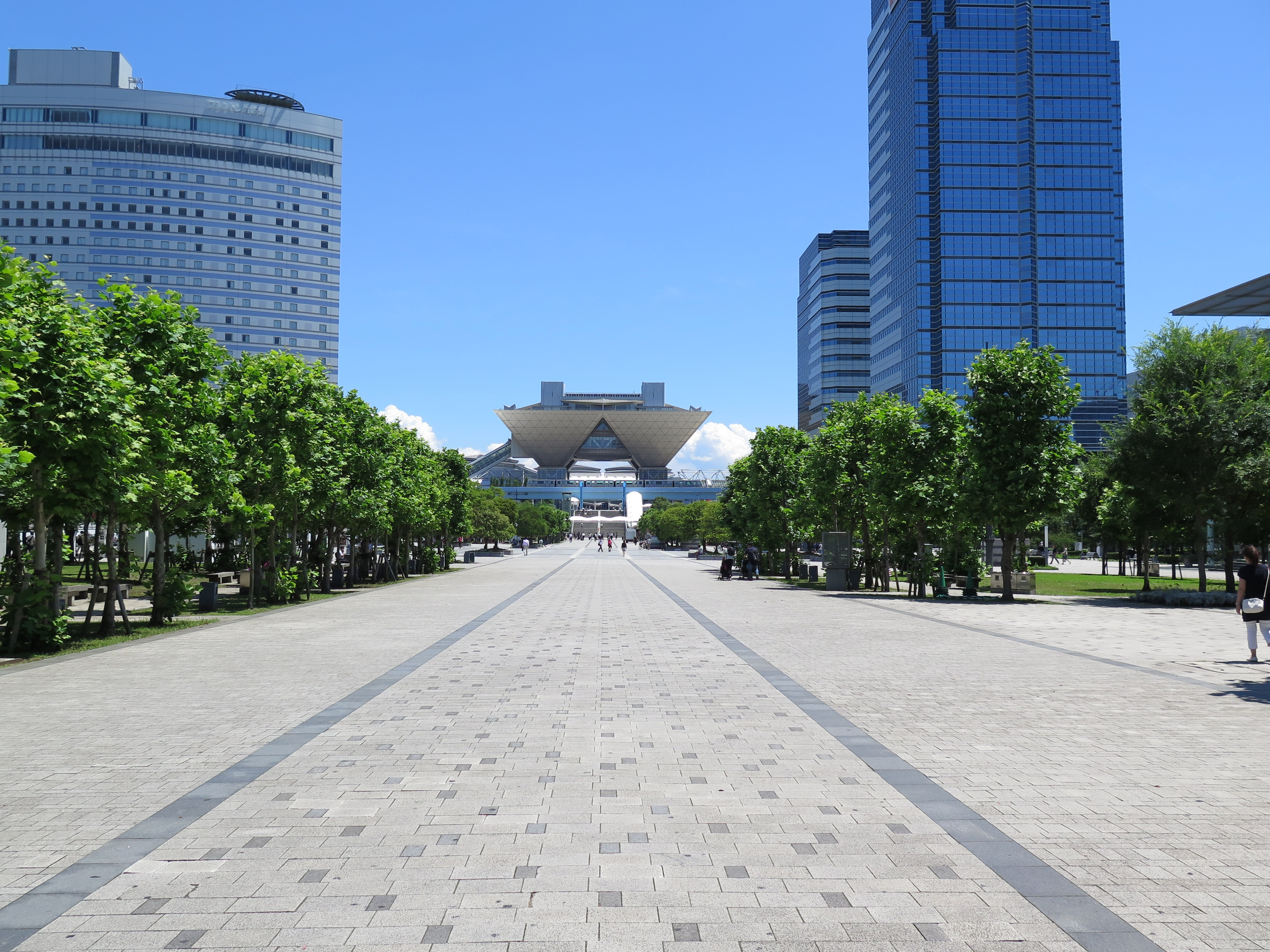
東京国際展示場に通じる道（2014年6月15日）

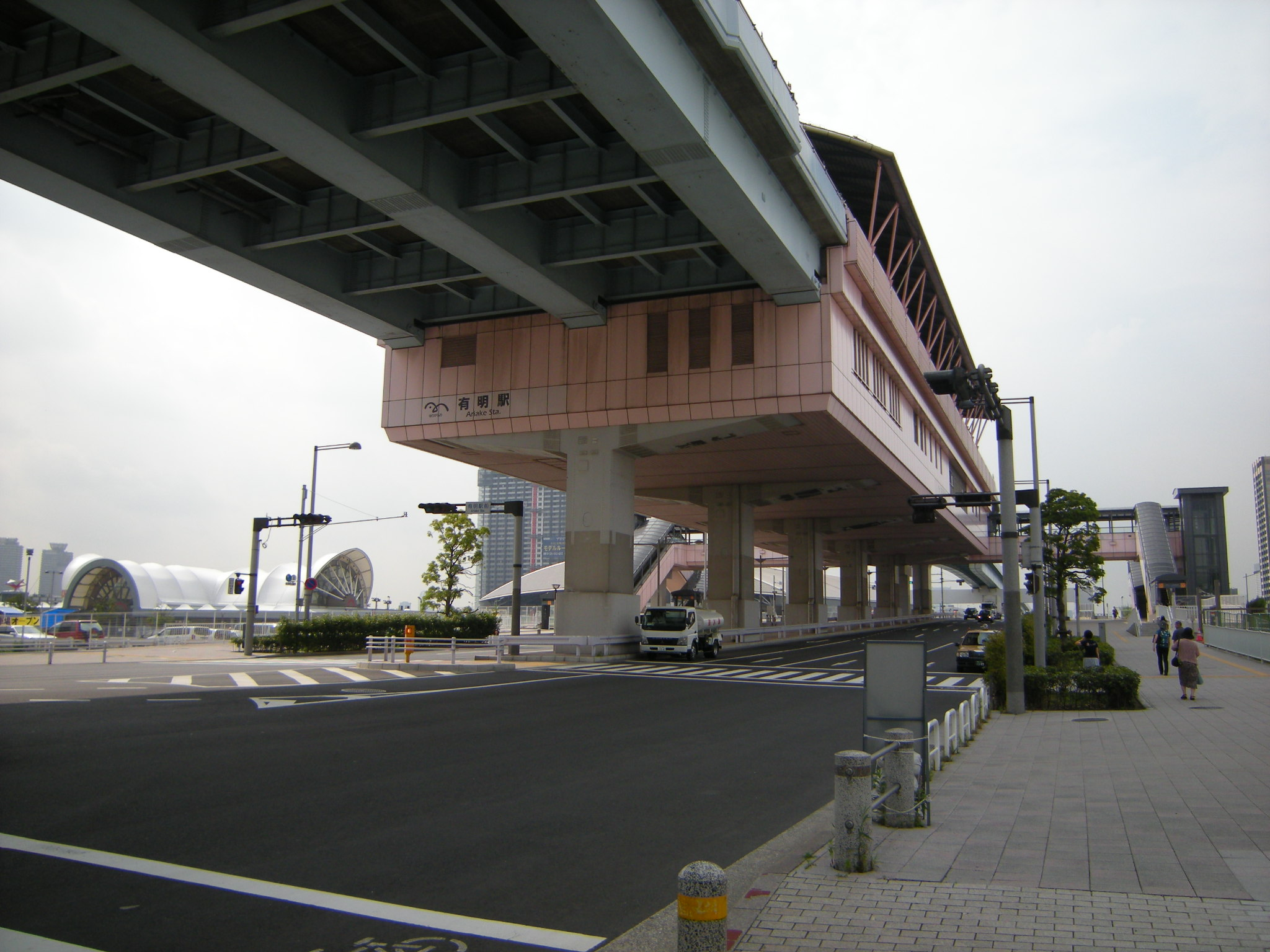
当駅（左）とゆりかもめ有明駅（高架）

当駅は、1961年に制定された「東京港改定港湾計画」に基づく東京港内の埋立地（人工島）の1つ「10号地」（有明）中央部に位置する。従って歴史は比較的浅く、東京港鉄鋼埠頭を始め大型倉庫や大型施設などが立地している。東京国際展示場（東京ビッグサイト）は催事により東京都内有数の集客施設となる。当駅周辺地域を指し示す際に当駅の駅名はあまり使われず、地名の「有明」が通じやすい。駅前交差点の名もゆりかもめの駅から採られた「有明駅前」となっている。
- 東京国際展示場（東京ビッグサイト）
- 有明駅（ゆりかもめ）
- 東京ビッグサイト駅（ゆりかもめ）
- 有明ガーデン
  - 東京ガーデンシアター
  - 有明四季劇場
  - ホテル ヴィラフォンテーヌ グランド東京有明
- シンボルプロムナード公園
- 有明テニスの森公園
  - 有明コロシアム
- 有明オリンピック・パラリンピックパーク[14]
  - 有明親水海浜公園
  - 有明アーバンスポーツパーク（livedoor URBAN SPORTS PARK）
  - 有明展示場（有明GYM-EX）
  - 有明アリーナ
- 東京ファッションタウン（TFT）
- がん研究会有明病院（がん研有明病院）
- 有明パークビル
- 有明フロンティアビル
- TOC有明
- 東京臨海広域防災公園（そなエリア東京）
- 東京ベイ有明ワシントンホテル
- 相鉄グランドフレッサ東京ベイ有明
- ダブルツリーbyヒルトン東京有明
- 東京ベイコート倶楽部ホテル&スパリゾート
  - ホテルトラスティ東京ベイサイド
- 武蔵野大学有明キャンパス
- 東京有明医療大学
- 有明教育芸術短期大学
- 都営バス有明営業所
- 東京都水道局有明給水所
- 東京都水道局東京都水の科学館
- 有明フェリー埠頭
  - 東京港フェリーターミナル （オーシャン東九フェリー） - 後述のバス利用、または徒歩約30分。

### バス路線
駅前にロータリーがあり、以下の路線が乗り入れている。停留所名は都営バスが国際展示場駅前、東京BRTが国際展示場（ナンバリング：B05）、それ以外は国際展示場駅である。
- 路線バス
  - 門19系統：門前仲町行 / 東京ビッグサイト行（都営バス）
  - 錦18系統：錦糸町駅前行（都営バス）※平日日中のみ
  - 東京BRT 幹線ルート(BRT 1)：東京テレポート行 / 新橋行・HARUMI FLAG（晴海五丁目ターミナル）行・虎ノ門ヒルズ行（東京BRT・京成バス） ※東京テレポート行は土休日のみ、虎ノ門ヒルズ行は平日朝のみ
  - 東京港フェリーターミナル行 / 東京駅日本橋口行（ジェイアールバス関東） ※高速バス車両（ハイデッカー車）で運行
- 高速バス
  - 空港連絡バス（リムジンバス）：羽田空港行（東京空港交通）
  - マイタウン・ダイレクトバス：ユーカリが丘方面（京成臼井駅南口経由ユーカリが丘（宮の台））行（京成バス千葉イースト）
  - 高速バス：土浦駅東口行（関東鉄道）※運休中（東京ディズニーリゾート始発つくば経由水戸行きに変更）
  - 湾01系統：武蔵野営業所行（関東バス）
  - 横浜イーライナー：浜松駅行（遠鉄バス）
  - 三島羽田シャトル：三島大場行（東海バス）※到着便のみ伊豆箱根バスも設定あり
  - グランドリーム号：京都駅烏丸口・大阪駅バスターミナル・三宮バスターミナル行（ジェイアールバス関東・西日本ジェイアールバス）
- その他
  - 海の森水上競技場への無料シャトルバスが、ロータリー内（ジャガー・ランドローバー有明店の前）から土曜・休日のみ運行される[15]。

## 隣の駅
東京臨海高速鉄道
 りんかい線
■通勤快速・■快速・■各駅停車（いずれもりんかい線内は各駅に停車） 
東雲駅 (R 02) - 国際展示場駅 (R 03) - 東京テレポート駅 (R 04)

### 記事本文

### 利用状況
私鉄の1日平均利用客数
1. ↑  よくあるご質問｜お問い合わせ｜お台場電車 りんかい線 （ページ上段）

私鉄の統計データ
1. ↑  東京都統計年鑑 - 東京都
2. ↑  江東区データブック - 江東区

東京都統計年鑑
1. ↑  東京都統計年鑑（平成8年）
2. ↑  東京都統計年鑑（平成9年）
3. ↑  東京都統計年鑑（平成10年） (PDF)
4. ↑  東京都統計年鑑（平成11年） (PDF)
5. ↑  東京都統計年鑑（平成12年）
6. ↑  東京都統計年鑑（平成13年）
7. ↑  東京都統計年鑑（平成14年）
8. ↑  東京都統計年鑑（平成15年）
9. ↑  東京都統計年鑑（平成16年）
10. ↑  東京都統計年鑑（平成17年）
11. ↑  東京都統計年鑑（平成18年）
12. ↑  東京都統計年鑑（平成19年）
13. ↑  東京都統計年鑑（平成20年）
14. ↑  東京都統計年鑑（平成21年）
15. ↑  東京都統計年鑑（平成22年）
16. ↑  東京都統計年鑑（平成23年）
17. ↑  東京都統計年鑑（平成24年）
18. ↑  東京都統計年鑑（平成25年）
19. ↑  東京都統計年鑑（平成26年）
20. ↑  東京都統計年鑑（平成27年）
21. ↑  東京都統計年鑑（平成28年）
22. ↑  東京都統計年鑑（平成29年）
23. ↑  東京都統計年鑑（平成30年）
24. ↑  東京都統計年鑑（平成31年・令和元年）